# Klokjesdwergspanner
De klokjesdwergspanner (Eupithecia denotata) is een nachtvlinder uit de familie van de spanners (Geometridae). 

## Kenmerken
De voorvleugellengte bedraagt tussen de 11 en 13 mm. De basiskleur van de voorvleugel is bruin. Langs de apex van de voorvleugel bevinden zich geen donkere vlekken. De middenstip is opvallend en langwerpig. Verder variabel getekend.

## Levenscyclus
De klokjesdwergspanner gebruikt ruig klokje, maar met name in tuinen ook andere soorten klokje, als waardplanten. De rups is te vinden van augustus tot oktober. De soort overwintert als pop. Er is jaarlijks een generatie die vliegt van begin mei tot in augustus.

## Voorkomen
De soort komt verspreid van West-Europa inclusief Spanje tot Centraal-Azië en China voor. De klokjesdwergspanner is in Nederland en België een zeer zeldzame soort. 